# Per Holmlund
Per Erik Johan Holmlund, född 7 april 1956 i Stockholm, är en svensk glaciolog, verksam som professor i ämnet vid Stockholms universitet.
Holmlund avlade kandidatexamen 1982 och doktorsexamen i naturgeografi vid Stockholms universitet 1989. Doktorsavhandlingen Studies of the drainage and the response to climate change of Mikkaglaciären and Storglaciären förberedde han under ledning av Valter Schytt och Roger LeB Hooke. År 1992 blev han docent och 1999 professor i glaciologi med inriktning mot klimat vid Stockholms universitet. Mellan 1996 och 2004 verkade han som föreståndare för Tarfala forskningsstation i Kebnekaisefjällen. Han är fortfarande engagerad i de forsknings- och monitoringsprogram som bedrivs där.
Holmlund har deltagit i ett antal forskningsexpeditioner, bland annat Ymer 80 och den svensk-japanska Antarktisexpeditionen JASE. Han har dessutom arbetat med utredningar åt Statens kärnkraftinspektion, bland annat om permafrosten och Weichselnedisningen i Sverige. Vid sidan av sin vetenskapliga verksamhet har han även publicerat populärvetenskapliga texter, föreläst för allmänheten samt medverkat i TV- och radioprogram som expert inom glaciologi.
Holmlund är gift med vetenskapsjournalisten Anna Schytt.